# Die Dinos
Die Dinos (Alternativtitel Dinosaurier, Originaltitel Dinosaurs; engl. für den Plural von Dinosaurier) ist eine US-amerikanische Fernsehserie mit Ganzkörperpuppen in Form von anthropomorphen Dinosauriern. Produziert wurde die Serie von der Walt Disney Company.

## Handlung
Im Mittelpunkt der Serie steht die vermenschlichte Dinosaurierfamilie Sinclair, die in einer Gesellschaft lebt, welche sich als eine Mixtur aus Moderne und einer fiktiven (Wohnort ist Pangäa), von Dinosauriern bevölkerten Steinzeit präsentiert und ähnlich wie die Familie Feuerstein einer typischen US-amerikanischen Familie nachempfunden ist. Kern der Handlung sind mehr oder weniger alltägliche Probleme und Ereignisse, mit denen die Familie konfrontiert wird, wobei die Dinosaurier satirisch naiv dargestellt werden. Sie stehen stets im Kontext zur Wirklichkeit, sind meist gesellschaftskritisch ausgelegt und mit Slapstick-Einlagen vermengt.
Ein allmächtiger Megakonzern, alleiniger Produzent aller Konsumgüter, namens „Treufuß“ (in Anspielung auf die „Treuhand“, im Original „Wesayso“ – frei: „Wirbestimmen“) lenkt die Geschicke der Dinosaurier durch seine finanzielle Macht und Propaganda. Die Serie endet mit der Episode 65 Dinodämmerung, in der Earl mit seinen Kollegen im Auftrag seines Vorgesetzten Richfield und der Firma Treufuß eine ökologische Katastrophe nach der anderen auslöst beim Versuch, die vorangegangenen zu bekämpfen. Als letzte Maßnahme sprengen sie alle Vulkane, damit es Regenwolken gibt, wodurch die abgestorbene Vegetation sich wieder erholen sollte. Dadurch wird die Erde aber nur in eine Staub- und Ascheschicht gehüllt, so dass es zu einer Eiszeit kommt, deren Dauer von Dino-Meteorologen auf zehntausend Jahre geschätzt wird. Am Ende der Folge feiert Richfield begeistert einen Rekordumsatz mit Heizdecken in diesem Jahr, während der Zuschauer erahnt, dass dies das Ende des Zeitalters der Dinosaurier ist.

## Entstehung
Jim Henson entwarf das Grundkonzept der Serie, während er an den Puppen für Turtles arbeitete. Noch bevor die Produktion der Dinos begann, erkrankte Henson an einer Lungenentzündung, an der er 1990 starb. Sein Sohn Brian übernahm daraufhin die Weiterentwicklung der Dinos und der anderen Projekte seines Vaters. Gemeinsam mit Michael Jacobs und Bob Young führte er die Serie zur Marktreife, bis sie schließlich unter Vertrag mit der Walt Disney Company produziert wurde. Kurz darauf erwarb die American Broadcasting Company die Lizenz für die ersten Folgen. Zu Beginn der ersten Folge wird Jim Hensons mit einer kurzen Texteinblendung gedacht. Ursprünglich enthielt die Serie Lachkonserven. Diese wurden jedoch noch vor der deutschen Erstausstrahlung wieder entfernt, als die Serie populärer wurde.
Für die Serie wurde eigens eine neue Art von Ganzkörperpuppen mit besonders realistischer Mimik und Gestik entwickelt. Insgesamt wurden 17 Stück dieser Audio-Animatronic-Puppen hergestellt sowie 50 weitere Stockhandpuppen. Gefertigt wurden sie im Jim Henson’s Creature Shop in London. Diese Puppen verfügten über bis zu zwanzig Motoren pro Kopf zur Bewegung der Gesichtszüge. Sie wurden von zwei bis drei separaten Puppenspielern per Fernsteuerung bedient, während der Schauspieler im Kostüm nur für die Bewegungen des restlichen Körpers zuständig war. Die aus Latex gefertigten Kostüme waren sehr schwer und mit Ventilatoren ausgestattet, da ihr Innenraum während eines Drehs sonst schnell über 50 °C heiß wurde. Die Audio-Animatronic-Puppen wurden 1995 noch einmal in dem Film T-Rex verwendet.

## Figuren

### Familie Sinclair
Earl Sneed SinclairDer 43-jährige Familienvater arbeitet als Baumschubser. Er weist stets auf seine Rasse des „mächtigen Megalosaurus“ hin und liegt durchweg mit seiner Schwiegermutter Ethyl im Clinch.
Frances „Fran“ SinclairDie 38-jährige treusorgende Familienmutter und Hausfrau ist meist bemüht, Earls Temperament zu zügeln und ihren Kindern mit Rat beizustehen. Sie ist als nötiger Gegenpol zu ihrem Mann zu sehen. Fran wird in der Show und auf diversen Merchandise-Artikeln als Allosaurus bezeichnet, obwohl ihr Aussehen stark an einen Dilophosaurus erinnert. Außerdem hat sie einen unbekannten zweiten Vornamen.
Robert „Robbie“ Mark SinclairDer 14-jährige Hypsilophodon ist der erste Sohn der Familie. Sein Charakter zeichnet sich durch Gutmütigkeit, Empathie, aber auch oft durch Willensschwäche aus. Er vertritt häufig progressive Ansichten, wodurch er mit seinem eher konservativen Vater Earl häufig aneinandergerät. Sein bester Freund Spike übt oftmals schlechten Einfluss auf ihn aus.
Charlene SinclairDie oberflächliche 12-jährige Tochter interessiert sich fast ausschließlich fürs Einkaufen, Mode und Telefonate mit Freundinnen. Sie gerät öfter mit Robbie aneinander, ist ansonsten aber am Familienleben wenig interessiert. Obwohl ihre Gestalt stark an einen Protoceratops erinnert, ist sie als generischer Dinosaurier konzipiert.
Baby SinclairDas fast durchgängig bösartige Baby sorgt meist für den Slapstick in der Serie. Es provoziert seinen Vater Earl, indem es ihn ständig „nicht die Mama“ nennt und somit die Bezeichnung „Papa“ umgeht. Weitere ständig wiederkehrende Äußerungen von ihm sind „ich bin das Baby, du musst mich lieb haben“ (teilweise auch leicht abgeändert) oder ein langgezogenes „Nochmaaal“, wenn es etwas spaßig findet. Auch neigt es dazu, seinen Vater mit Gegenständen anzugreifen, vorzugsweise mit einer Bratpfanne. Wie sein Vater ist Baby Sinclair ein Megalosaurus. In der Episode „Was nun, Herr Richfield?“ erhielt das Baby für kurze Zeit vom Oberältesten den Namen „Ah, ah, ich sterbe, du Idiot!“, kurz bevor er starb.

### Nebenfiguren
Ethyl Phillips (geb. Hinkelmann)Frans Mutter und somit Earls verhasste Schwiegermutter. Sie lässt keine Gelegenheit aus, Earl verbal oder physisch (mit ihrem Gehstock) anzugreifen, und tituliert ihn als „Fettbacke“. Sie ist ein Edmontonia.
Roy Heldenmut HessEarls Kollege und bester Freund ist von Grund auf naiv und gutmütig. Sein Charakter steht im scheinbaren Gegensatz zu seiner Erscheinung als Tyrannosaurus. Sein zweiter Vorname ist „Heldenmut“ (im Original: Danger), den er von seiner Mutter (Geburtsname) übernommen hat.
Basilius P. Richfield (im Original Bradley P. Richfield)Der stets schlecht gelaunte und aggressive Vorgesetzte von Earl und Roy. Er neigt dazu, seine Arbeiter wegen Nichtigkeiten in sein mobiles Büro zu rufen, um ihnen lauthals Vorwürfe zu machen. Sein Äußeres ist dem Phänotyp des Styracosaurus und dem des Triceratops nachempfunden.
SpikeRobbys zwielichtiger Schulfreund verkörpert ein Paradebeispiel an schlechtem Einfluss, ist aber auch häufig hilfreich. Er stellt einen Polacanthus dar.
Monica von Säulenwirbel (im Original Monica DeVertebrae)Die beste Freundin von Fran verkörpert als Pflanzenfresserin und geschiedene Ehefrau einen emanzipatorischen Charakter, für den Earl sie verachtet. Sie ist ein Apatosaurus.
Mario Marionette (im Original Howard Handupme)Der Pachycephalosaurus ist Nachrichtensprecher bei DNN (eine Anspielung auf den US-amerikanischen Nachrichtensender CNN).

## Querverweise & Parodien
- Das Fernsehen spielt in der Serie eine große Rolle. In nahezu jeder Folge schauen die Sinclairs fern, wo nicht selten amerikanische Fernsehserien parodiert werden. In einigen Folgen ist das Fernsehen ein zentrales Thema, beispielsweise in „Fragen Sie Fran“ („Fran Live“), in der Fran einen Job als Moderatorin einer Telefon-Talkshow annimmt, oder in „Der Fernsehkönig“ („Network Genius“), als Earl Programmdirektor des Fernsehsenders ABC wird.
- In der Simpsons-Folge Bis dass der Tod euch scheidet wird in einer Szene auf eine angebliche extreme Ähnlichkeit beider Serien hingewiesen.
- Viele Figurennamen sind Anlehnungen an Unternehmen, die in der Tank- und Ölwirtschaft tätig sind. Diese sind Sinclair, Hess, B.P., Richfield sowie viele weitere.
- In einigen Folgen brach die Serie die vierte Wand. Beispielsweise in der Folge Sag nein!, als Robbie und Charlene sich von Kameras beobachtet fühlen, oder in der Folge Mach’s richtig, Baby, als Earl und Fran sich darüber streiten, wer die Windeln wechseln soll. Sie buchstabieren dabei sämtliche Wörter, was das Baby dazu bringt, mit seinen Buchstabenblöcken den Satz „Sie denken, ich kann nicht buchstabieren“ (orig. „They think I can’t spell“) zu bilden.
- In der Folge Klassentreffen existiert eine Anspielung auf Golden Girls. Ethyl behauptet darin, sie habe vorgehabt mit ihren Freundinnen Dorothea, Blanche und Rosi zusammenzuziehen. Die Namen beziehen sich auf die drei Hauptcharaktere Dorothy Zbornak, Blanche Devereaux und Rose Nylund. Treffenderweise ist Ethyls deutsche Synchronsprecherin, Barbara Ratthey, dieselbe wie die von Sophia Petrillo, dem vierten Golden Girl.

## Rezeption
- Die Dinos erhielten 1991 einen Emmy für „Herausragende Artdirector in einer Serie“. Den Preis erhielten John C. Mula (Production Designer), Brian Savegar (Innenrequisiteur) und Kevin Pfeiffer (Artdirector) für die Episode Paarungstanz.
- Die Serie erhielt auch dreimal den Environmental Media Award, und zwar jedes Mal in der Kategorie „TV Comedy“. Folgende Episoden erhielten diesen Preis: Jugend forscht (1992), Mein Freund der Baum (1993) und Dinodämmerung (1995)[5]
- Die Serie wurde schließlich aufgrund schlechter Quoten abgesetzt.[6]

## Veröffentlichung & deutsche Fassung
Die deutsche Synchronfassung entstand bei der Legard Synchron GmbH, Berlin. Thomas Keck schrieb das Dialogbuch und führte Regie.
| Rolle                   | Originalsprecher   | Synchronsprecher                    |
| ----------------------- | ------------------ | ----------------------------------- |
| Earl Sinclair           | Stuart Pankin      | Edgar Ott (#1) Jürgen Kluckert (#2) |
| Fran Sinclair           | Jessica Walter     | Kerstin Sanders-Dornseif            |
| Robbie Sinclair         | Jason Willinger    | Björn Schalla                       |
| Charlene Sinclair       | Sally Struthers    | Daniela Reidies                     |
| Baby Sinclair           | Kevin Clash        | Edith Hancke                        |
| Ethyl Phillips          | Florence Stanley   | Barbara Ratthey                     |
| B. P. Richfield         | Sherman Hemsley    | Hans Teuscher                       |
| Roy Hess                | Sam McMurray       | Hans-Werner Bussinger               |
| Monika von Säulenwirbel | Suzie Plakson      | Rita Engelmann                      |
| Spike                   | Christopher Meloni | Oliver Rohrbeck                     |
| Sid                     | Michelan Sisti     | Thomas Keck                         |
| Opa Louis               | Buddy Hackett      | Friedrich W. Bauschulte             |
| Mario Marionette        | Kevin Clash        | Andreas Hanft                       |

Im Vergleich zur englischen Version ist die deutsche Fassung teilweise entschärft und der Inhalt einiger Episoden wurde verfälscht:
- Earls Schlagwort „Bin da, wer noch?“ im Vorspann war keine wörtliche Übersetzung. Im engl. Original sagte Earl: „Honey, I’m home.“ (Schatz, ich bin zuhause.)
- Als Robbie in Liebeshunger herausfindet, dass die Exfreunde seiner Freundin von ihrem Vater B.P. Richfield gefressen wurden, will dieser Robbie ebenfalls auffressen. In der deutschen Version spricht Richfield dagegen nur von einem Missverständnis. Die drei (im Original vier) Exfreunde tauchen am Schluss in der deutschen Fassung sogar wieder auf.
- Der Austauschschüler aus der Folge Schüleraustausch wird vom Baby gefressen, was in der deutschen Fassung mit „Feder rupfen“ umschrieben wird.

Im deutschsprachigen Raum wurde die Serie erstmals von 1993 bis 1996 auf Das Erste ausgestrahlt. Die Erstausstrahlung fand jeden Samstagvormittag im Rahmen der Kindersendung Käpt’n Blaubär Club statt – beginnend ab dem 2. Oktober 1993. Der WDR strahlte am Folgetag die Wiederholungen aus. Ab dem 8. Oktober 1993 wurden Die Dinos an jeden Freitag im Vorabendprogramm auf Das Erste wiederholt. Die Serie wurde seither mehrmals bei den Privatsendern Super RTL (1997–2005), Kabel eins (2006–2008), Disney Channel (1999–2008 sowie 2014–2017) und Disney XD (2010) wiederholt.
Im deutschsprachigen Raum wurde die Serie als Komplettbox am 1. Dezember 2014 veröffentlicht, welche alle 65 Episoden in deutscher und englischer Fassung auf insgesamt neun Discs enthält. Als Extras gibt es ein 13-minütiges Making-of, ein 12-seitiges Booklet mit Episodenguide, Hintergrundinformationen und Zeichnungen der frühen Entwürfe. Außerdem sind Audiokommentare zu ausgewählten Episoden abspielbar.
Die Serie ist seit dem 22. September 2021 auf dem Streamingdienst Disney+ verfügbar.